# Asbesto-cimento

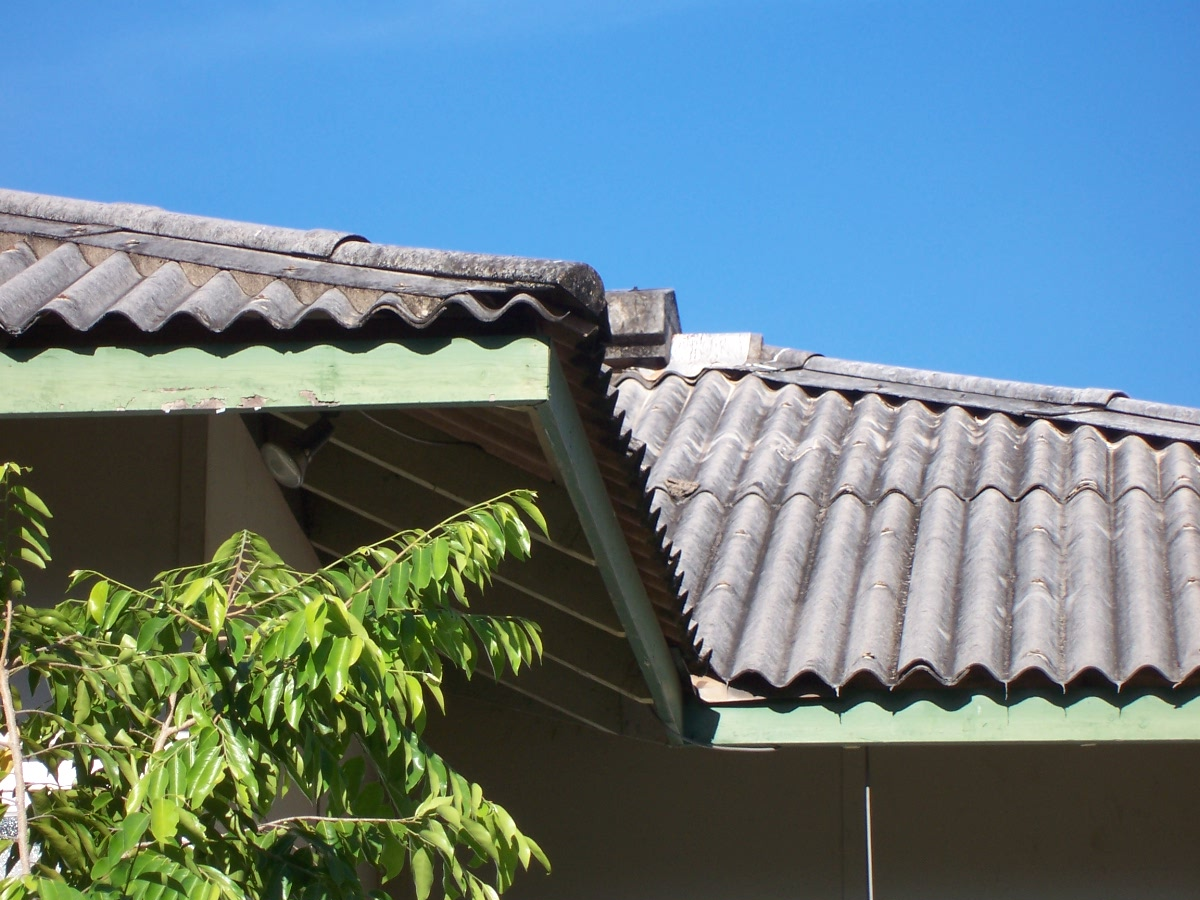
Chapa ondulada de asbeto-cimento em telhado.

O asbesto-cimento ou fibrocimento é um composto de cimento com 10 a 15% de fibra de amianto, utilizado no fabrico de placas para paredes, chapas onduladas, telhas para coberturas, cadeiras e tubos. Devido ao amianto ter sido considerado um agente carcinogénico, o seu uso está posto de parte.

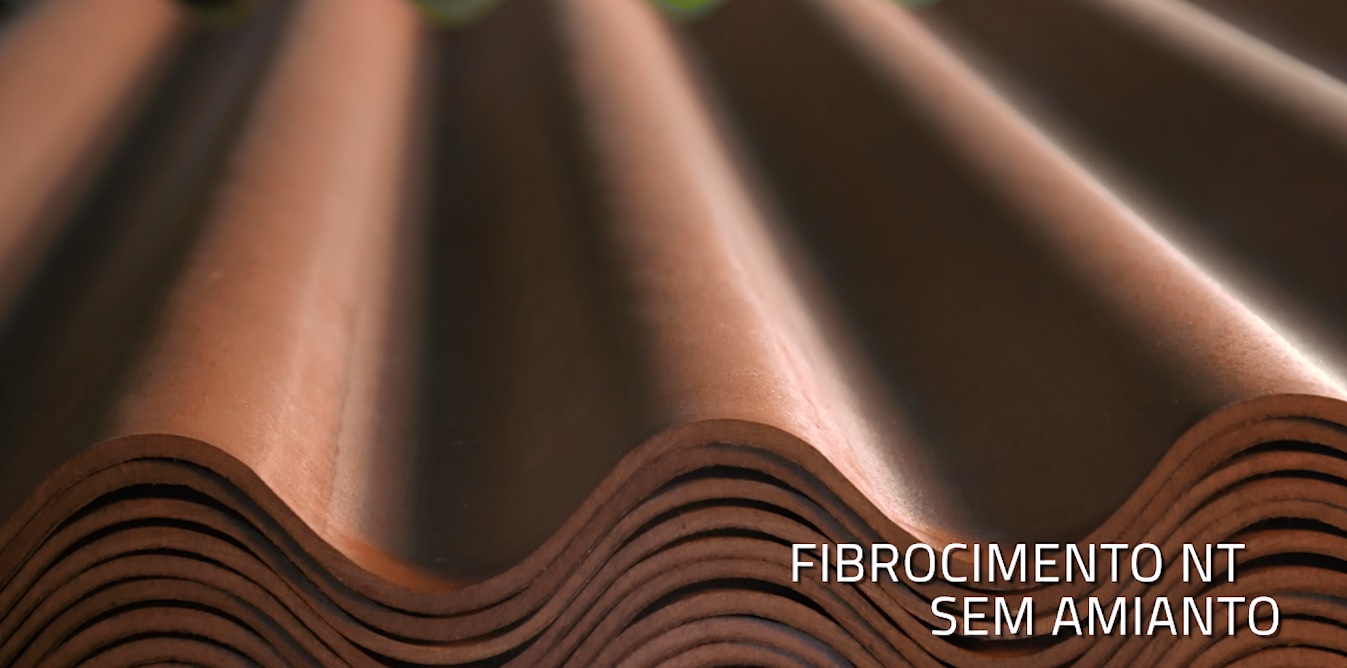
Fibrocimento NT (sem amianto)

Devido a regulação na União Europeia, a utilização de fibras de amianto passou a ser proibida e, por isso, a sua utilização banida.
Actualmente apenas 55 países contam com a proibição da utilização deste tipo de fibra, sendo que em alguns a sua utilização tem restrições
Com a proibição da utilização das fibras de amianto, as empresas produtoras de fibrocimento viram-se obrigadas a reestruturar o seu processo de fabrico, implementando uma tecnologia capaz de utilizar fibras com as mesmas características das fibras de amianto.
Para além das Fibras de PVA, o Fibrocimento NT, tem na sua composição Cimento, Celulose, Microsilica e Wollastonita.
A mistura destes componentes tornam a chapa de fibrocimento impermeável, incombustível, elevada durabilidade, não causando quaisquer problemas de saúde nem para o meio ambiente.
Em Portugal a utilização do Fibrocimento teve o seu auge entre as décadas de 60 a 80. 
Sendo um produto de instalação fácil, barato e de alta resistência, pode ser encontrado em vários edifícios de habitação e instalações industriais.
Em Portugal existiam cinco empresas de fibrocimento: Lusalite, Novinco, Cimianto, Amiantit e Fibrolite.
Actualmente a única empresa a produzir Fibrocimento NT em Portugal é a Fibrolite - Empresa de Fibrocimentos, S.A., Localizada na Vila das Aves